# Atletismo nos Jogos Pan-Americanos de 1979 - Arremesso de peso feminino
A prova do arremesso de peso feminino nos Jogos Pan-Americanos de 1979 foi realizada em San Juan, Porto Rico.

## Medalhistas
| Ouro                  | Prata                            | Bronze                    |
| María Sarría CUB Cuba | Maren Seidler USA Estados Unidos | Carmen Ionescu CAN Canadá |

## Resultados
| Posição           | Nome           | Nacionalidade      | Marca | Notas |
| ----------------- | -------------- | ------------------ | ----- | ----- |
| Medalha de ouro   | María Sarría   | CUB Cuba           | 18.81 |       |
| Medalha de prata  | Maren Seidler  | USA Estados Unidos | 18.57 |       |
| Medalha de bronze | Carmen Ionescu | CAN Canadá         | 16.50 |       |
| 4                 | Ann Turbyne    | USA Estados Unidos | 16.45 |       |
| 5                 | Hilda Ramírez  | CUB Cuba           | 15.96 |       |
| 6                 | Lucette Moreau | CAN Canadá         | 14.90 |       |
| 7                 | Vicky López    | PUR Porto Rico     | 12.36 |       |